# Neoalbionella globosa
Neoalbionella globosa is een eenoogkreeftjessoort uit de familie van de Lernaeopodidae. De wetenschappelijke naam van de soort is voor het eerst geldig gepubliceerd in 1918 door Leigh-Sharpe.